# Lestek
Lestek (auch Lestko, Lestik, Leszek; † um 930) war ein Fürst der Polanen an der Wende vom 9. Jahrhundert ins 10. Jahrhundert. Als Sohn des Fürsten Siemowit entstammte er der Dynastie der Piasten. Sein Sohn und Nachfolger war Siemomysław.

## Leben
Da Lestek nur in der Chronik von Gallus Anonymus erwähnt wird, sind seine Existenz und seine Regierungszeit seit dem Ende des 19. Jahrhunderts umstritten. Nach einer Mindermeinung in der polnischen Geschichtswissenschaft wurde Lestek von Gallus Anonymus oder einer seiner mündlichen Quellen ausgedacht. Diese Hypothese ist jedoch ebenso nicht nachweisbar wie die Existenz Lesteks. Nach einer anderen Ansicht handelt es sich bei Lestek tatsächlich um den Großvater von Mieszko I. Die wohl herrschende Meinung in der polnischen Geschichtswissenschaft des 20. Jahrhunderts (u. a. Henryk Łowmiański, Gerard Labuda, Kazimierz Jasiński) hält Lestek für einen historischen Herrscher der Polanen aus dem frühen 10. Jahrhundert. Mehrere Quellen aus dem 10. Jh. bezeichnen die Polanen als Litzke (Kaiser Konstantin VII. von Byzanz) oder Licikaviki (Widukind), was ungefähr die Menschen des Lesteks oder Stamm des Lesteks bedeuten würde. Nach einer Hypothese gehen diese nur in der mutmaßlichen Regierungszeit von Lestek gebrauchten Bezeichnungen auf ihn selbst zurück. Dagegen sind die Namen seiner Ehefrauen – es werden wohl nach heidnisch-slawischer Sitte mehrere gewesen sein – nicht bekannt. Nach Stanisław Zakrzewski könnte er (u. a.) mit einer mährischen Prinzessin verheiratet gewesen sein. Dagegen gibt eine belgische Chronik des 14. Jahrhunderts an, dass er mit einer sächsischen Prinzessin den Sohn Ewraker hatte, der später Bischof von Leodium wurde. Mutmaßlicher Nachfolger Lesteks ist sein Sohn Siemomysław. Es ist nicht ausgeschlossen, das bereits Lestek die Stämme der Polanen, Goplanen und Masowier um 920 vereinigte. 